# Bernhard von Clausenheim

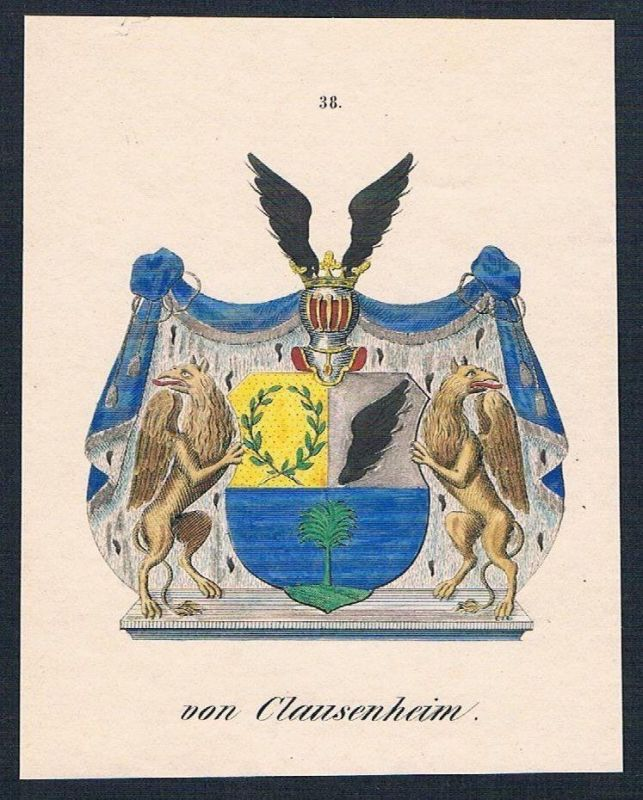
Wappen von Clausenheim

Bernhard von Clausenheim, ursprünglich Bernhard Clausen, auch Claussen (* 8. April 1650 in Kiel; † 16. Juni 1710 in Hamburg) war ein deutscher Verwaltungsjurist und Domherr.

## Leben
Bernhard Clausen war der ältere Sohn des Mediziners Matthias Clausen (1610–1675), der als Leibarzt am Hof von Schleswig-Holstein-Gottorf zu Vermögen und Einfluss kam, und seiner Frau Ursula (1625–1692), geb. Müller, einer Tochter des Kieler Stadtphysicus Bernhard Müller (auch Möller). Johann von Clausenheim war sein jüngerer Bruder, mit dem er gemeinsam am 5. Oktober 1667 an der erst 1665 gegründeten Universität Kiel immatrikuliert wurde.
Ab 1670 studierte er Rechtswissenschaften an den Universitäten Leiden und Utrecht. 1674 wurde er an der Universität Franeker zum Dr. iur. utr. promoviert.
Am 4. September 1673 erhielt er eine Präbende im Hamburger Domkapitel, auf die Johann Justus Stuck zu seinen Gunsten verzichtet hatte. 1694 war er Senior des Domkapitels. Herzog Friedrich IV. von Schleswig-Holstein-Gottorf ernannte ihn zum Etatsrat und zum Amtmann für die herzoglichen Ämter Trittau und Reinbek.
Im Frühjahr 1702 beschloss Herzog Friedrich, sich dem schwedischen Heer bei dessen Feldzug gegen Russland und Polen anzuschließen. Die Regierung seines Herzogtums überließ er gegen eine Pachtzahlung den Brüdern Clausenheim. Generalgouverneur wurde Bernhard von Clausenheims Schwiegersohn, der Oberstleutnant Tilemann Andreas von Bergholtz. Die Verantwortung des herzoglichen Geheimratspräsidenten Magnus von Wedderkop und seines Stellvertreters Johann Ludwig von Pincier wurde auf auswärtige Angelegenheiten beschränkt. Der Tod des Herzog am 19. Juli 1702 in der Schlacht bei Klissow durch eine Kanonenkugel machte dieser ebenso innovativen wie umstrittenen Vereinbarung ein Ende. In der Folgezeit, während der Regentschaft der Witwe des Herzogs Hedwig Sophia von Schweden und des Administrators Christian August von Schleswig-Holstein-Gottorf, gewann Georg Heinrich von Görtz an Einfluss.
Bernhard Clausen wurde mit Diplom vom 10. Dezember 1703 von Kaiser Leopold I. mit dem Prädikat von Claussenheimb in den rittermäßigen Reichsadelstand erhoben. Das entsprechende Diplom für seinen Bruder Johann wurde erst am 25. Juni 1716 ausgestellt.

## Familie
Seit dem 10. November 1673 war Bernhard Clausen verheiratet mit Anna Maria († 1699), geb. Beckmann, einer Tochter des vermögenden Hamburger Kaufmanns und Oberalten Joachim Beckmann. Das Paar hatte drei Töchter. Die älteste Tochter, Ursula Elisabeth (getauft am 8. Dezember 1674 in Hamburg), war verheiratet mit dem Offizier Tilemann Andreas von Bergholtz, die zweite, Anna Margaretha (getauft am 13. November 1676) heiratete den gottorfischen Etatsrat Johann Hieronymus von Negelein(1673–1744), und die dritte, Anna Maria (getauft am 4. Juni 1683; † 1757), heiratete 1703 Henning Friedrich von Bassewitz. Ein Sohn Johann Matthias (getauft 5. Februar 1682) wurde Konferenzrat und Schlosshauptmann in Kiel.
Bernhard von Clausenheim ließ sich noch zu Lebzeiten 1699 ein Epitaph im Hamburger Dom setzen. Es ging durch den Abbruch des Doms Anfang des 19. Jahrhunderts verloren; seine Inschrift ist aber überliefert.

## Werke
- De foro competente. Franeker 1674